# 2212 Hephaistos
2212 Hephaistos è un asteroide near-Earth del diametro medio di circa 5,7 km. Scoperto nel 1978, presenta un'orbita caratterizzata da un semiasse maggiore pari a 2,1662582 UA e da un'eccentricità di 0,8342106, inclinata di 11,75044° rispetto all'eclittica.
L'asteroide è dedicato al dio greco del fuoco e dei fabbri Efesto.